# Jedlí
Jedlí är en ort i Tjeckien.   Den ligger i regionen Olomouc, i den östra delen av landet, 170 km öster om huvudstaden Prag. Jedlí ligger 501 meter över havet och antalet invånare är 707.
Terrängen runt Jedlí är huvudsakligen kuperad, men den allra närmaste omgivningen är platt. Runt Jedlí är det ganska tätbefolkat, med 124 invånare per kvadratkilometer. Närmaste större samhälle är Zábřeh, 7,7 km sydost om Jedlí. I omgivningarna runt Jedlí växer i huvudsak blandskog.